# Amphitrias
Amphitrias là một chi bướm đêm thuộc họ Gelechiidae.